# Tele Seriados
Tele Seriados foi um programa de televisão brasileiro transmitido pelo SBT, dedicado a exibir séries durante as madrugadas. Era exibido para as emissoras próprias e afiliadas sem programação local.
Exibido entre 26 de fevereiro de 2007 a 30 de outubro de 2016, substituiu o Séries Premiadas, que ficou quase quatro anos no ar.

## História

### Antecedentes e estreia
Antes da existência do Tele Seriados, o horário era ocupado por Séries Premiadas, que estava no ar desde 2003. Na época, eram exibidas séries no início dos anos 2000, com os contratos do SBT com Warner Channel e o seu conglomerado de mídia (TNT, FOX e HBO). O contrato de exclusividade do SBT com a Warner venceu em dezembro de 2013.
Na estreia, era exibido um episódio por semana de cinco séries diferentes, de segunda a sexta. Quando terminava a primeira temporada, eram reprisados os episódios exibidos, para depois serem exibidas as séries inéditas.

### Alteração nos dias de exibição
Em 28 de abril de 2014, com a estreia do programa Okay Pessoal!!!, o Tele Seriados ficou apenas nas madrugadas de sexta para sábado depois do Jornal do SBT, em função do retardamento que o programa gerava perante as séries Big Bang: A Teoria e Dois Homens e Meio.

### Extinção
No dia 30 de outubro de 2016, foi transmitida a última edição da sessão de séries, sendo substituído pelo SBT Notícias, que passou a ir ao ar nos sábados e domingos no canal de Silvio Santos.